# Ludlow Castle
Ludlow Castle is een ruïne en beschermd monument in Ludlow in het zuiden van het Engelse graafschap Shropshire. Het kasteel werd in de Normandische periode gebouwd op een terrein dat toebehoorde aan Walter de Lacy, een ridder die met Willem de Veroveraar vanuit Frankrijk was meegekomen en wiens afstammelingen van de 11de tot de 13de eeuw een machtsbasis in het grensgebied tussen Engeland en Wales uitbouwden. Omstreeks 1300 kwam de burcht in het bezit van de familie Mortimer, die in de Rozenoorlogen verstrikt geraakte. Via hen werd het kasteel in 1461 eigendom van Eduard IV van Engeland, die zijn zoon naar het kasteel stuurde in het kader van een ‘prinselijke raad’. In de 16de eeuw ontwikkelde dit orgaan zich tot de Council of Wales and the Marches: zodoende vormde Ludlow Castle als kroonbezit de facto het bestuurlijke centrum voor Wales en West-Engeland, totdat de raad in 1689 door Willem en Maria werd opgeheven. Hierna verkommerde het kasteel snel. Edward Clive, earl van Powis, kocht de ruïne in 1811, en zijn afstammelingen zijn tot op heden eigenaar van het terrein. Ludlow Castle wordt uit hoofde van de earl van Powis beheerd door de trust Powis Castle Estate.

## Beschrijving

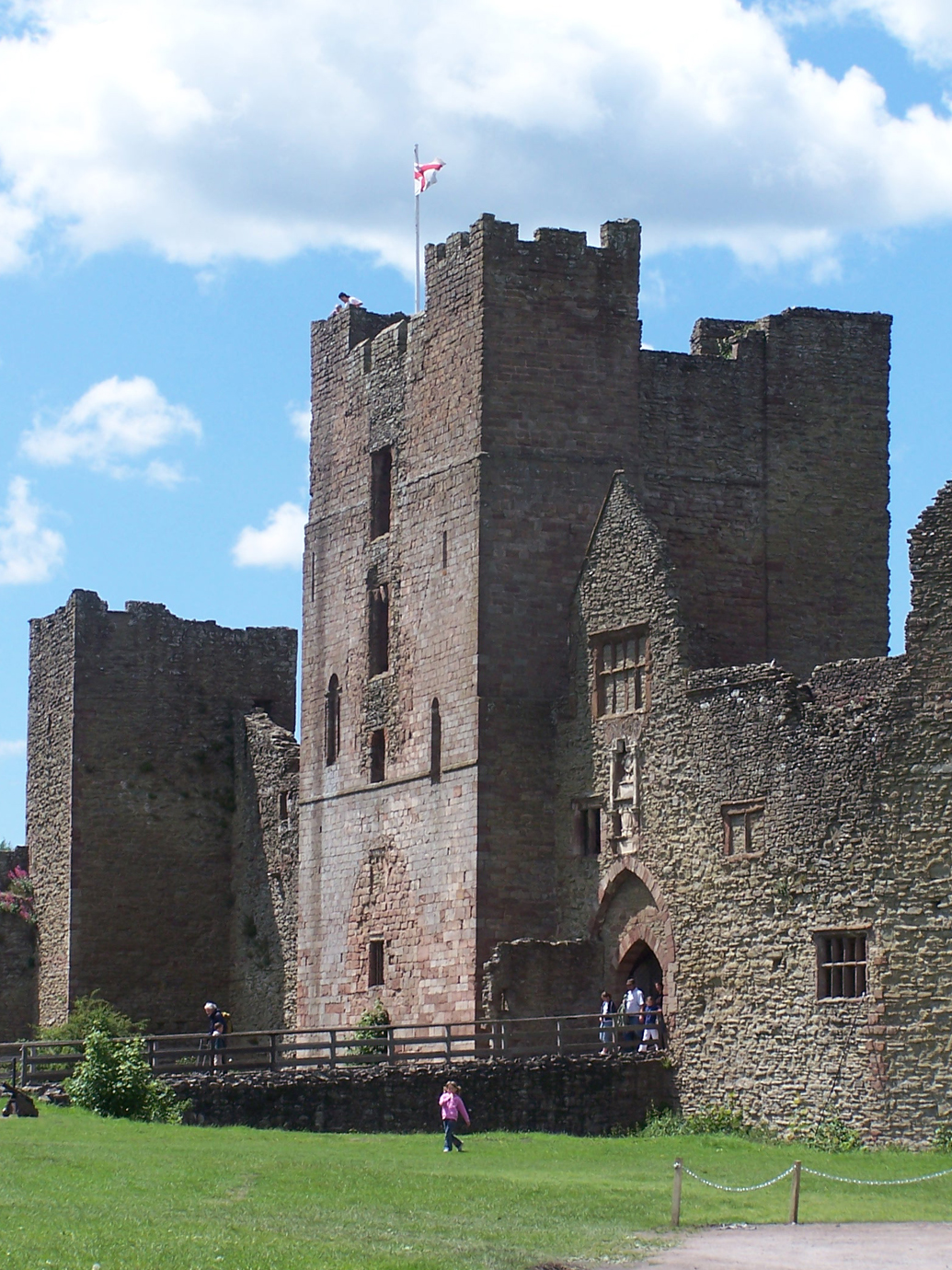
De donjon en het poorthuis van de binnenplaats

Het terrein ligt op de oever van de Teme en beslaat ongeveer anderhalve hectare. Het kasteeldomein is door een gording omringd, waarin zich torens bevinden. De binnenplaats (de Inner Bailey) ligt aan de noordelijke rand van het domein en is op zichzelf door een gording met kasteelgracht omgeven. Hierin bevinden zich in het zuidwesten de circa 23 meter hoge donjon en het waarschijnlijk door Henry Sidney gebouwde rechtergebouw (Judges’ Lodgings), die sinds de 16de eeuw van elkaar gescheiden worden door de brug over de gracht. De oorspronkelijke ingang tot de binnenplaats verliep echter door de donjon, die zodoende als extra poorthuis dienstdeed. Het zuidwesten van de binnenplaats bestaat uit een verdedigingstoren. De stenen van de kasteelgracht stammen uit het Siluur.

### Binnenplaats

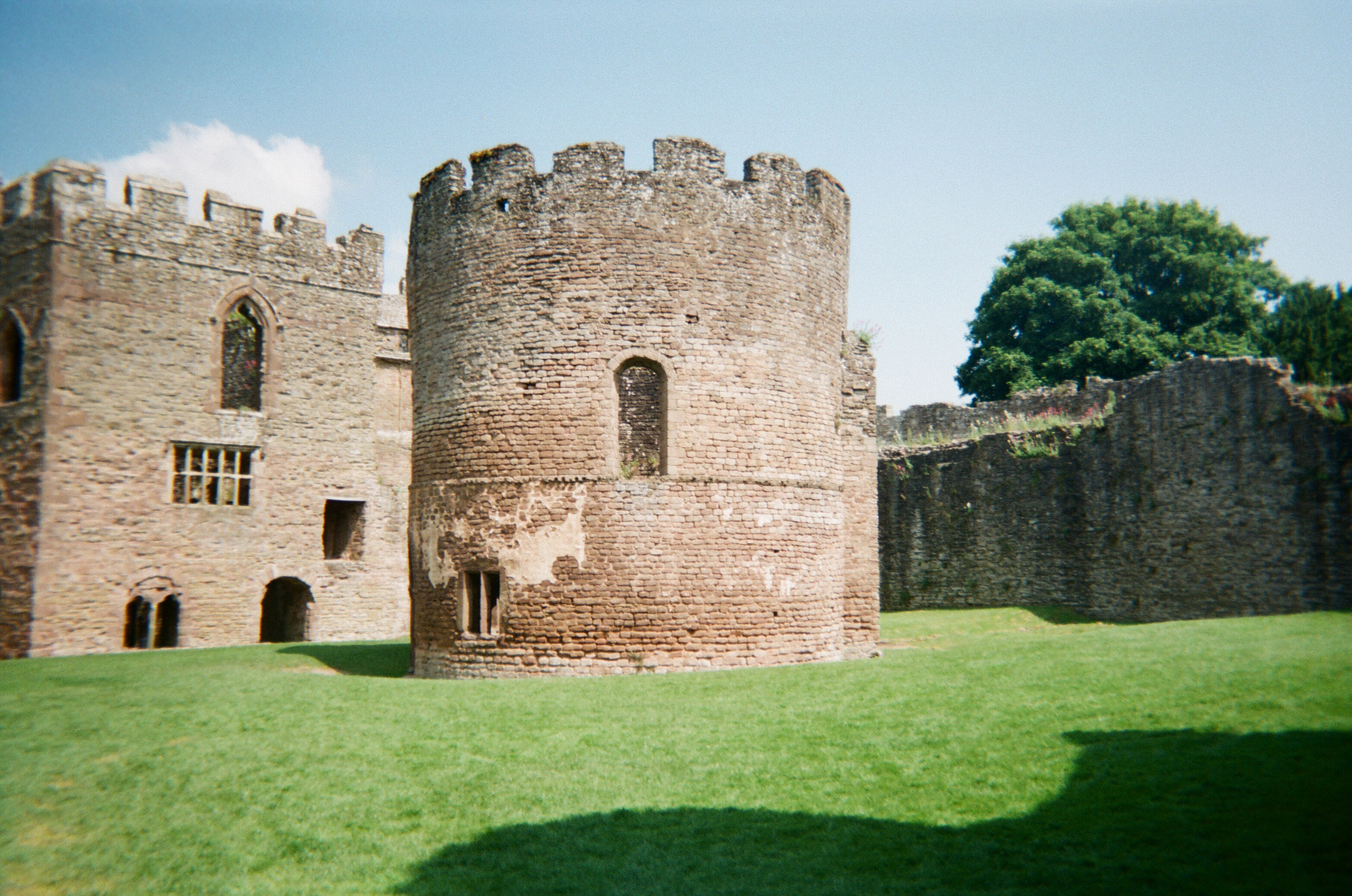
De kapel en het grote kamerblok

De noordoostelijke uithoek van het kasteeldomein bestaat uit de zogeheten North Range. Dit zijn vier belendende gebouwen uit verschillende periodes. Uit de late 13de eeuw stammen de grote hal en, ter linkerzijde, een bouwwerk met privévertrekken (een solar), waarop later een tweede verdieping werd gebouwd. Op de bovenverdieping hiervan woonden in 1501 Arthur Tudor en Catharina van Aragon, waardoor het gebouw de ‘Prins Arthur-toren’ wordt genoemd. De grote hal dateert uit dezelfde periode, circa 1283 tot 1292, en had twee etages. De hal was ongeveer 18 meter lang bij 9 meter breed en diende voor feesten, vergaderingen en toneelvoorstellingen. In de hal bevond zich een baldakijn en de ramen waren gebrandschilderd.
Rechts van de grote hal staan de restanten van het grote kamerblok, dat de privékamers van de kasteelheer en -dame bevatte en drie verdiepingen had. Na de oprichting van de Council of the Marches vergaderde de raad hier op de eerste verdieping. Uit inventarissen blijkt dat de muren op de tweede verdieping met wandtapijten waren behangen. Het gebouw ten oosten van dit blok, dat ooit de ‘Pendover-toren’ heette, werd in het Tudor-tijdperk vrijwel compleet herbouwd. Eduard en Richard, de Torenprinsen, zouden in dit bouwwerk hebben verbleven. Ten tijde van de Council of the Marches woonde het personeel van de raad in dit bouwwerk. Achter het grote kamerblok en het Tudor-woonblok staat de Garderobetoren, die zich in feite buiten de gording bevindt. Deze dateert uit de tweede helft van de 12de eeuw en werd door Roger Mortimer als extra woonruimte ingericht.
De ruïnes van de Maria Magdalenakapel staan centraal in het oosten van de binnenplaats. Opmerkelijk is de ronde vorm van het schip, die de Heilig Grafkerk in Jeruzalem nabootst en in Engeland uiterst zeldzaam is. Het rechthoekige priesterkoor is verdwenen. De kapel dateert misschien van circa 1100.

### Overige bouwwerken

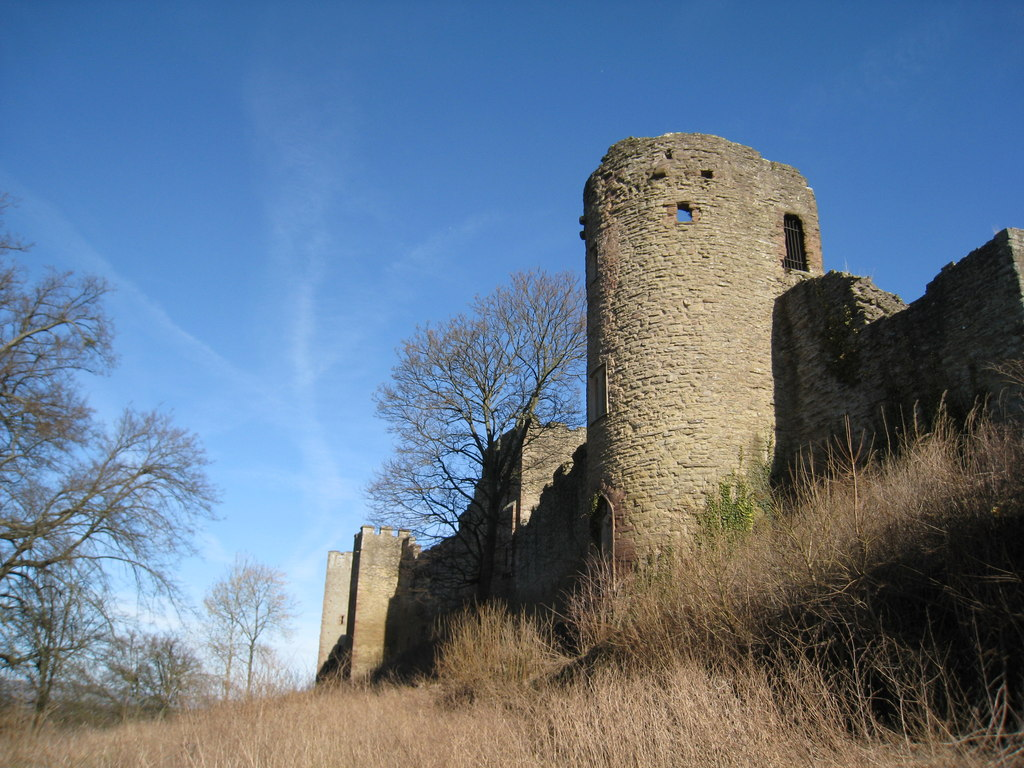
Mortimer’s Tower, deel van de buitenplaats

Het westen van de buitenplaats (Outer Bailey) bestaat uit de door Roger Mortimer gebouwde Sint-Pieterskapel en de toren die Mortimer’s Tower genoemd wordt, maar in feite uit de 13de eeuw, d.w.z. vóór de tijd van Roger Mortimer, stamt. Het buitenste poorthuis in het oosten vormt heden ten dage de toegang tot het kasteeldomein. Het dateert oorspronkelijk uit de tweede helft van de 12de eeuw, maar werd in de Tudor-periode grondig verbouwd. Links van de ingang werd in 1552 in opdracht van William Herbert, Lord Pembroke, een gevangenis gebouwd, en zijn zoon Henry voegde er stallingen aan toe. Bijgevolg worden deze bouwsels de Pembroke Buildings genoemd. De earls van Pembroke waren magistraten die vanuit Ludlow Castle de rechtspraak in West-Engeland en Wales handhaafden.
Rechts van het buitenste poorthuis staat het 19de-eeuwse Castle House, een plezierverblijf van de earls van Powis. Hierin zijn het bezoekerscentrum en een restaurant gevestigd. Het oostelijke deel van de buitenplaats was in de 16de eeuw een tennisveld. In het westen, waar tegenwoordig een grasvlakte ligt, stonden in de middeleeuwen stallen en ateliers.

## Geschiedenis

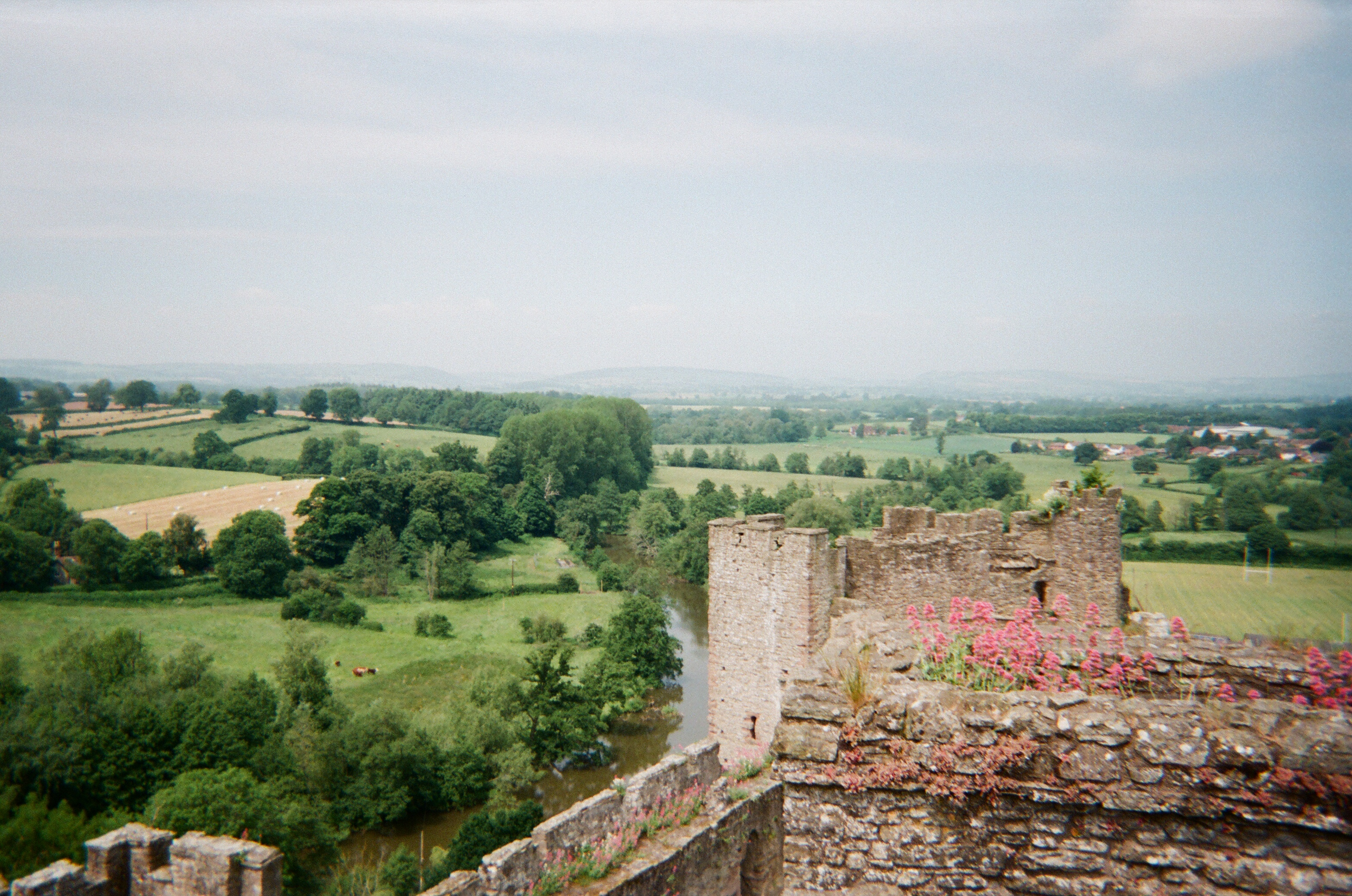
De toren van Prins Arthur. Links daarvan de Teme.

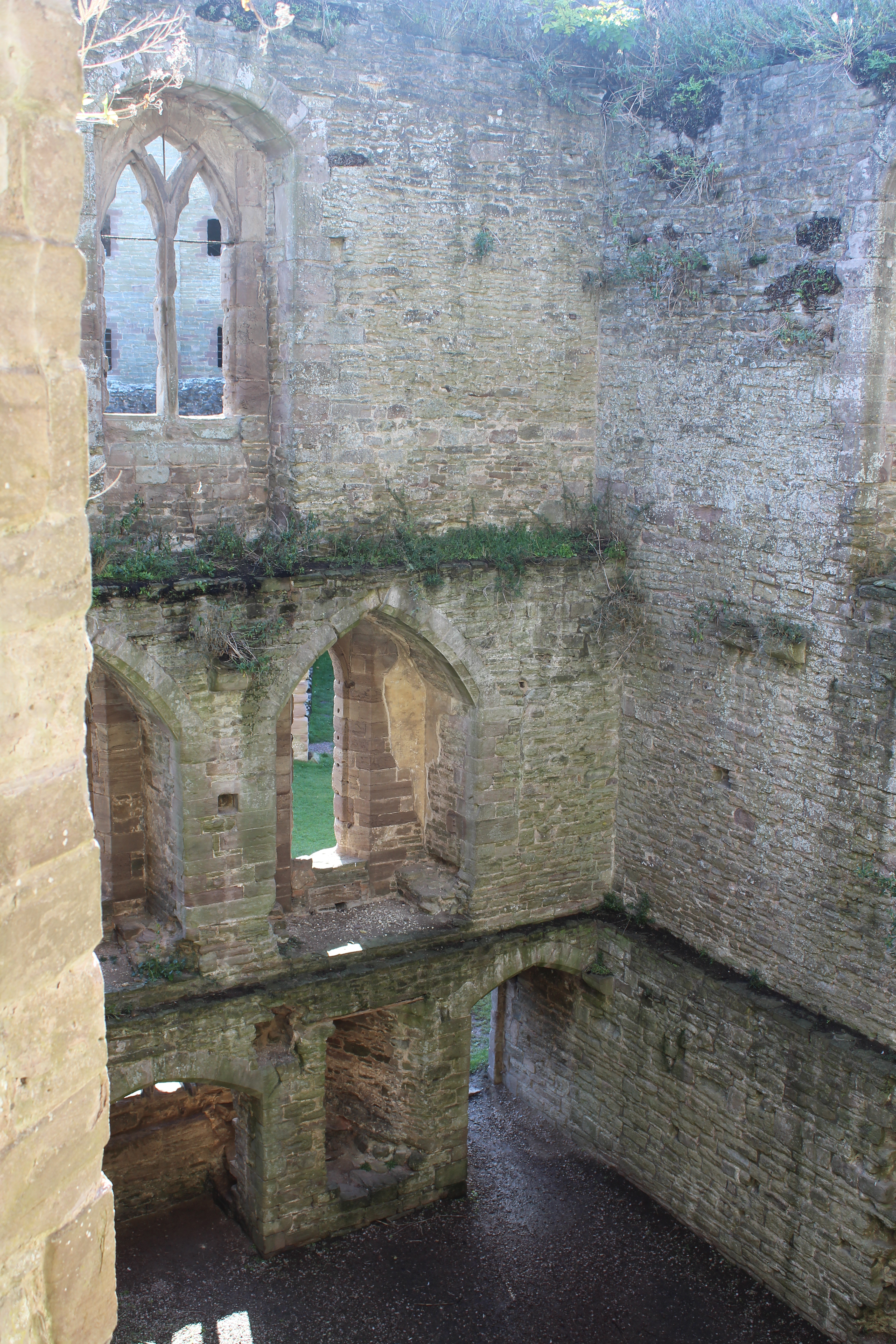
Binnenaanzicht van de zonnevleugel (Soalr wig) waarin de koninklijke vertrekken waren gehuisvest, onder meer door Eduard V.

Walter de Lacy kreeg als beloning door Willem de Veroveraar grote landerijen in West-Engeland toegewezen. Aangezien Wales nog niet veroverd was, bouwden de De Lacy’s langs de Welshe grens een rij versterkingen, waarvan Ludlow de voornaamste was. Het geslacht speelde een belangrijke rol bij de verovering van Ierland: Walters achterkleinzoon Hugh de Lacy, procureur-generaal van Ierland, werd in 1186 vermoord. Diens kleinzoon Walter III de Lacy overleed omstreeks 1241, waarop het landgoed Ludlow verdeeld werd onder Walters kleindochters Margery en Maud. Als kasteeldame van Ludlow Castle en erfgename van aanzienlijke Ierse landerijen huwde Maud de Lacy eind 13de eeuw met ene Peter van Genève en na diens dood met Geoffrey de Geneville, beiden verwanten van Eleonora van Provence. Tijdens de afwezigheid van de familie De Lacy maakte het koninklijke hof geregeld gebruik van Ludlow Castle. In 1224 sloot Hendrik III van Engeland in het kasteel een verdrag met Llywelyn de Grote.
Geoffreys kleindochter Joan de Geneville huwde in 1301 met Roger Mortimer. Op 29 juni 1324 ontsnapte Mortimer uit de Tower of Londen: na zijn terugkeer in Ludlow Castle bouwde hij als aandenken een kapel voor Sint-Pieter in de buitenhof van het kasteel. Mortimer nam met succes deel aan de opstand tegen Eduard II van Engeland en werd daardoor drie jaar lang de eigenlijke machthebber van Engeland. In 1330 werd hij terechtgesteld. In de loop van de 14de eeuw poogde de familie Mortimer herhaaldelijk de Engelse troon te veroveren. Edmund Mortimer, vijfde earl van March, was een achterkleinzoon van Eduard III van Engeland, hetgeen Richard van Conisburgh anno 1415 als argument voor een samenzwering tegen Hendrik V gebruikte, waarbij Mortimer tot koning moest worden uitgeroepen. De earl van March was echter een bondgenoot van Hendrik V; het complot mislukte en Mortimer stierf een natuurlijke dood in 1425. Zijn zuster Anne Mortimer was de moeder van Richard van York, die op zijn beurt aanspraak op de troon maakte. Ofschoon hijzelf in 1460 sneuvelde in de slag bij Wakefield, versloeg zijn zoon Eduard IV in 1461 het Huis Lancaster en werd koning van Engeland. Hierdoor werd Ludlow Castle kroonbezit.

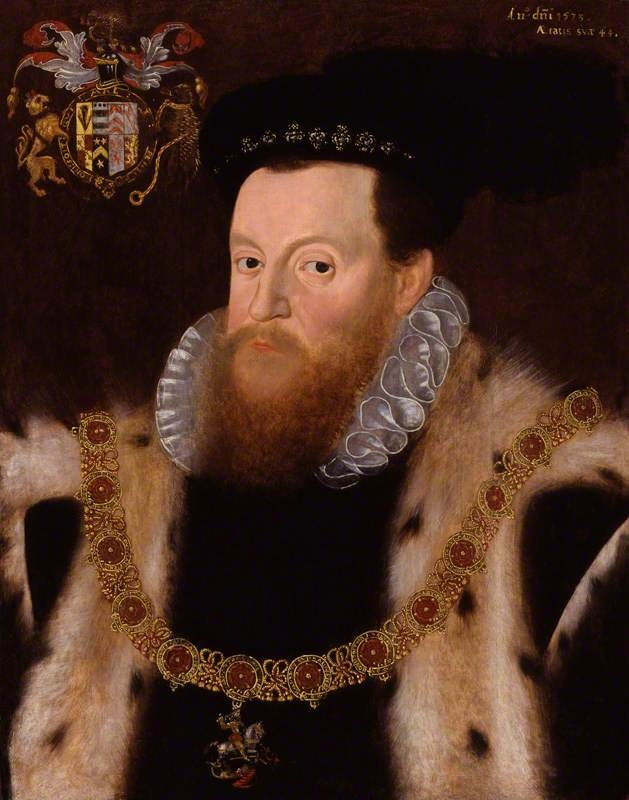
Henry Sidney, van 1559 tot 1586 voorzitter van de Council of the Marches

In 1473 werd de driejarige Eduard, prins van Wales door zijn vader naar Ludlow Castle gestuurd, waarschijnlijk om hem uit de buurt van complotten of epidemieën te houden. Vanuit het kasteel moest een Prince’s Council toezicht op het dagelijkse bestuur van West-Engeland houden. Na de dood van Eduard IV werd de prins in Ludlow tot koning uitgeroepen, maar hij werd nooit gekroond. Volgens de overlevering woonden Eduard en zijn broer Richard van Shrewsbury beiden in het oostelijke gedeelte van het noordelijke blok van het kasteel, voordat ze in 1483 naar Londen werden overgebracht en vermoord in de Tower of Londen. Nadat hun oom Richard III in 1485 verslagen was, werd Hendrik VII uit het Huis Tudor koning. Diens zoon Arthur Tudor woonde vier maanden in Ludlow Castle met zijn vrouw Catharina van Aragon, alvorens in het kasteel te overlijden. Daarop werd Catharina de eerste vrouw van Hendrik VIII. Catharina’s dochter Maria overwinterde van 1525 tot 1528 driemaal in Ludlow Castle.
Onder Hendrik VIII kreeg de oude Prince’s Council meer macht. De koning benoemde bisschop Rowland Lee tot Lord President met bevoegdheid voor het Engels-Welshe grensgebied. De raad, nu Council of the Marches geheten, werd bevoegd voor burgerlijke, kerkelijke, criminele en bestuurlijke aangelegenheden. Voor deze rechters, advocaten, bisschoppen en lokale notabelen werden in de Tudor-periode vertrekken in het kasteel ingericht, die als het Judges’ House bekendstaan. Van circa 1534 tot 1641 fungeerde Ludlow Castle als opperste rechtbank voor Wales en West-Engeland. Het instituut werd tijdens het Engelse Gemenebest afgeschaft, doch na de Restauratie met ingeperkte bevoegdheden hersteld.
Na de Glorious Revolution in 1689 voerden Willem en Maria een centralisatiebeleid, waarbij regionale besturen afgeschaft werden en de macht zoveel mogelijk in Londen werd geconcentreerd. Ludlow Castle had geen functie meer en werd algauw verwaarloosd. Reeds in 1722 beschreef Daniel Defoe de ruïne als „het perfecte verval”. In de 18de eeuw werd tweemaal voorgesteld Ludlow Castle te slopen. Lokale bewoners ontmantelden de burcht en stalen onder meer het lood uit de daken. Edward Clive, 1ste earl van Powis, kocht de ruïne in 1811 voor £ 1560. Met de opkomst van de romantiek werd het kasteel een trekpleister voor dichters en andere kunstenaars. Onder anderen William Turner maakte schetsen en schilderijen van de overblijfselen. In 1909 voerde William St John Hope een eerste grondig archeologisch onderzoek uit, waarbij hij de sporen van onbekende verdwenen bouwwerken blootlegde.

### Huidige situatie

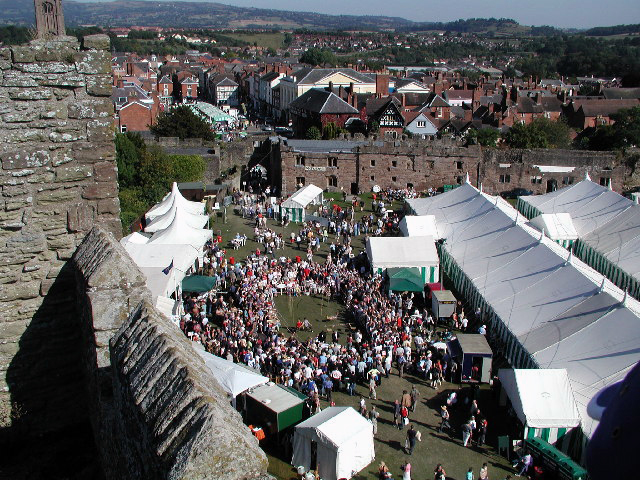
Culinair festival op het kasteeldomein in 2003

Als eigendom van de earl van Powis is Ludlow Castle niet in beheer bij English Heritage, maar de erfgoedorganisatie hielp in 1986 mee met een grootschalige restauratie. De staalmagnaat James Greenway was van 1933 tot 1939 de laatste bewoner van Castle House, waarna het huis eerst als hospitaal voor militairen diende en vervolgens in huurwoningen verdeeld werd. Van 1957 tot 2002 was Castle House eigendom van het gemeentebestuur van Ludlow, alvorens opnieuw aan het adellijke geslacht Powis verkocht te worden. Kamers in het huis kunnen voor vergaderingen en recepties worden afgehuurd.
Het kasteel wordt voor reenactments, erfgoeddagen en culturele manifestaties gebruikt. Bekend is dat in 1634 de masque Comus van John Milton, met muziek van Henry Lawes, in Ludlow Castle werd opgevoerd. Dit is sedertdien enkele malen voor speciale gelegenheden herhaald, het laatst in 1984.
Aan het begin van de 21ste eeuw ontvangt Ludlow Castle, volgens de toeristische dienst van de burcht, ruim honderdduizend bezoekers per jaar.